# Protoplectron pallidum
Protoplectron pallidum är en insektsart som beskrevs av Banks 1910. Protoplectron pallidum ingår i släktet Protoplectron och familjen myrlejonsländor. Inga underarter finns listade i Catalogue of Life.